# Silvio De Florentiis
Silvio De Florentiis (Genova, 9 gennaio 1935 – Genova, 15 giugno 2021) è stato un maratoneta italiano.

## Biografia
Nato nel 1935 a Genova, è figlio di Umberto De Florentiis, che negli anni '30 fu campione italiano nella corsa campestre, nella maratonina e nella staffetta 3×5000 m e partecipò agli Europei di Parigi 1938 nella maratona. Ha militato tra le file della S.S. Trionfo Ligure durante tutta la sua carriera sportiva.
Nel 1958 ha vinto il Giro al Sas a Trento.
A 25 anni ha partecipato ai Giochi olimpici di Roma 1960, nella maratona, terminando 38º con il tempo di 2h31'54"0.
Per tre anni consecutivi, dal 1958 al 1960, e poi nel 1963, è stato campione italiano nella maratonina (20 km), con i tempi rispettivamente di 1h05'58"0, 1h06'04"6, 1h03'48"4 e 1h03'28"0.
Nominato il 27/12/1985, Cavaliere dello Sport dal Presidente della Repubblica Francesco Cossiga.
Insignito della Stella di Bronzo al merito sportivo conferito dal C.O.N.I.
Ha chiuso la carriera nel 1965, a 30 anni.

## Palmarès
| Anno | Manifestazione  | Sede | Evento   | Risultato | Prestazione | Note |
| ---- | --------------- | ---- | -------- | --------- | ----------- | ---- |
| 1960 | Giochi olimpici | Roma | Maratona | 38º       | 2h31'54"0   |      |

## Campionati nazionali
- 4 volte campione nazionale assoluto della maratonina (1958, 1959, 1960, 1963)

1958
- Oro ai campionati italiani assoluti, maratonina - 1h05'58"0

1959
- Oro ai campionati italiani assoluti, maratonina - 1h06'04"6

1960
- Oro ai campionati italiani assoluti, maratonina - 1h03'48"4

1963
- Oro ai campionati italiani assoluti, maratonina - 1h03'28"0

Il 04/11/1960 a Genova vinse il Campionato Italiano di maratonina con la distanza di 18,811 nell'ora di corsa, stabilendo anche il record italiano, con il tempo di 1h,03,28 sulla gara dei 20km.

## Altre competizioni internazionali
1958
- Oro al Giro al Sas ( Trento)
- 13/07/1963 a Enschede durante l'Esagonale internazionale ottenne il piazzamento del 5 posto nella maratona migliorando il suo personale in 2h29,26